# Walter Brietzke
Walter Brietzke (ur. 2 czerwca 1913 w Szczecinie, zm. 10 marca 1948 w Karlau) – zbrodniarz nazistowski, członek załogi niemieckiego obozu koncentracyjnego Mauthausen-Gusen i SS-Oberscharführer.
W czasie II wojny światowej kierował komandem więźniarskim w Loibl-Pass, podobozie KL Mauthausen. Został skazany w procesie załogi podobozu Loibl-Pass przez aliancki Trybunał Wojskowy w Klagenfurt am Wörthersee na karę śmierci. Wyrok wykonano przez powieszenie w więzieniu Karlau w marcu 1948.